# Ryuji Sueoka
Ryuji Sueoka (Yamaguchi, 22 mei 1979) is een oud-voetballer. Hij is een aanvallende middenvelder. Hij speelde voor het laatst bij Pune FC.